# Кривецький Ігор Ігорович
І́гор І́горович Криве́цький (нар. 9 серпня 1972, с. Мохнате, Турківський район, Львівська область) — український підприємець, політик, меценат. Народний депутат України 7-го скликання. Член ВО «Свобода» з 2004 року.

## Життєпис
Народився у Турківському районі на Львівщині. У шкільні роки займається малюванням, грає в духовому оркестрі, у складі якого перемагає на обласних конкурсах. Паралельно займається спортом — легкою атлетикою, кікбоксингом; захоплення спортом не покинув пізніше, зокрема, в студентські роки. Вступив на хіміко-технологічний факультет Львівського політехнічного інституту, який закінчив у 1995 році за спеціальністю — «Хімічні технології силікатних та неметалічних матеріалів». Після навчання працював менеджером на фірмі, яка займалась пакуванням та реалізацією харчових продуктів.
У 2005 році здобув другу вищу освіту за спеціальністю «Міжнародні економічні відносини» на факультеті міжнародних відносин Львівського національного університету імені Івана Франка.
З серпня 2003 року по 2012 рік — приватний підприємець. З листопада 2006 року по жовтень 2008 року — директор ТОВ «Фієста-Фантастика». З 2010 року по 2012 рік — депутат Львівської обласної ради від ВО «Свобода» (№ 5 у списку). У Львівській облраді був заступником голови депутатської комісії з питань законності, прав людини та військових проблем.
На парламентських виборах 2012 року був заступником керівника Центрального виборчого штабу ВО «Свобода» з економічних питань. Після обрання народним депутатом України 7-го скликання від ВО «Свобода» (№ 13 у списку), призначений секретарем Комітету Верховної Ради України з питань податкової та митної політики.
Заступник голови партії та керівник економічної ради ВО «Свобода».

## Політична діяльність

### Львівська обласна рада, 2010—2012

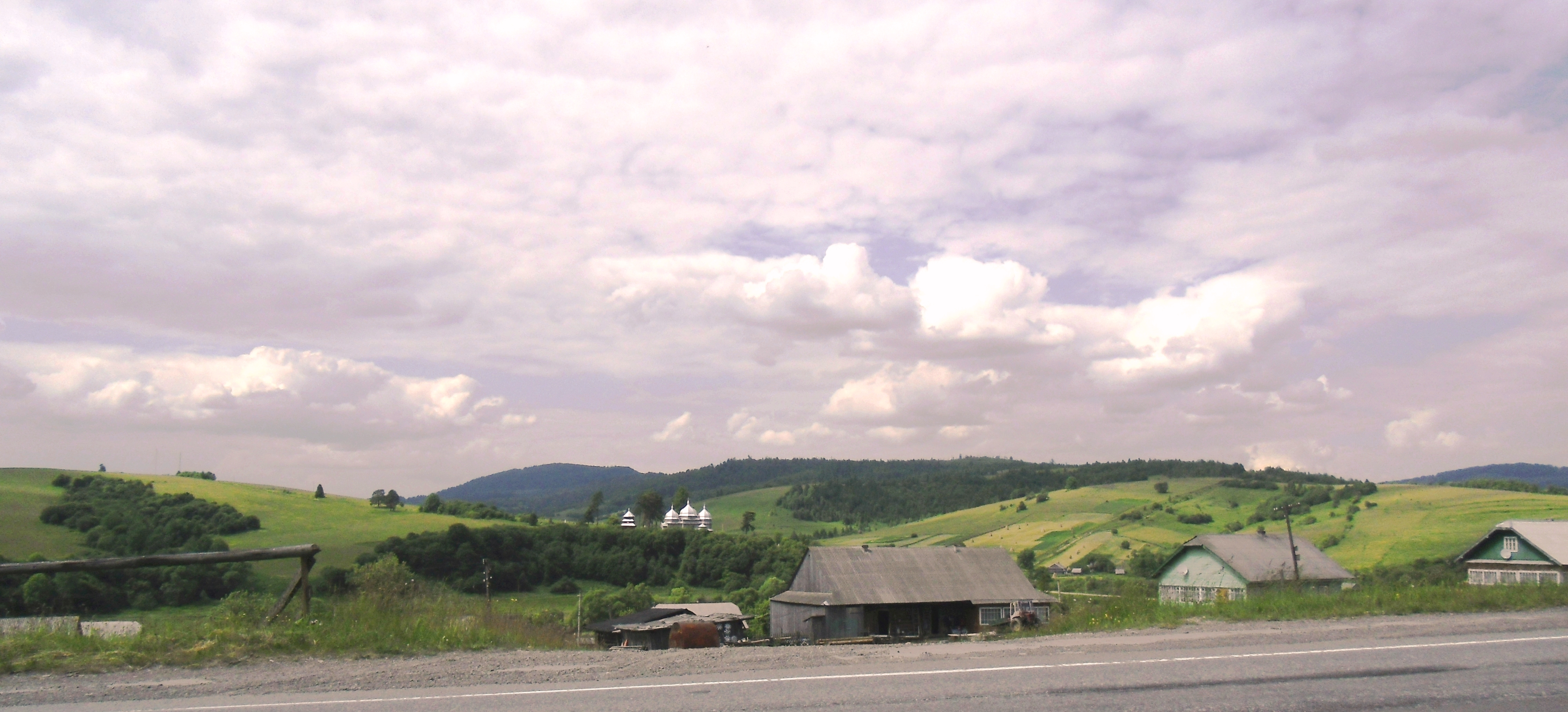
Мохнате поблизу міста Сколе, де народився Кривецький.

Депутат Львівської обласної ради, заступник голови депутатської комісії з питань законності, прав людини та військових проблем. Член фракції ВО «Свобода».
З ініціативи фракції Львівська обласна рада вперше запровадила конкурс мікропроєктів місцевого розвитку для того, щоб створити умови для допомоги громадам сіл, селищ та малих міст у вирішенні їх нагальних соціальних і економічних проблем.
Новим напрямом підтримки місцевих ініціатив стало проведення у 2012 році конкурсу мікропроєктів з енергоощадження.
Також з ініціативи депутатів фракції ВО «Свобода» у 2011 році вперше запроваджено надання одноразової адресної допомоги реабілітованим за статтею 3 Закону України «Про реабілітацію жертв політичних репресій на Україні» та потерпілим від політичних репресій.  Допомогу отримали 3423 особи віком понад 80 років. Також зменшено вік для надання такої допомоги — від 75 років і старшим.

### Верховна Рада України, 2012—2014
Депутат Верховної Ради України VII скликання. Секретар Комітету з питань податкової та митної політики. Член фракції ВО «Свобода». Автор 16 законопроєктів та 4 постанов ВРУ з питань митної та інвестиційної політики, а також прав і свобод громадян.

### Участь у Євромайдані та Революції гідності
За словами Кривецького, він був основним фінансистом Революції гідності з боку ВО «Свобода». Зокрема за його підтримки функціонувала основна сцена Євромайдану.

## Підприємницька діяльність
Кривецький керує власним приватним підприємством, працює на ринку готельного («Edem Resort», с. Стрілки, Перемишлянський район), ресторанного (ТОВ «Фієста-Фантастика») та аграрного бізнесу. Має активи в с/г, житловому будівництві та енергетиці.
21 березня 2014 року Ігор Кривецький у інтерв'ю «Українській правді» повідомив, що йому належить 5 % ТРЦ «Арена-Сіті». В інтерв'ю «Цензору» від 18 квітня 2016 року він повідомив про продаж своєї частки нерухомості.

## Критика
Восени 2013 року львівська газета «Експрес» звинуватила Кривецького, Тягнибока та решту керівників ВО «Свобода» у незаконних оборудках та непрозорій політичній діяльності. 2014 року Франківський суд Львова і Житомирський районний суд спростували звинувачення газети, зобов'язавши спростувати інформацію і відшкодувати збитки.

## Прізвисько
Доволі відомий в політичних, бізнес-колах та серед колишнього криміналітету за прізвиськом «Пупс». В інтерв'ю українському журналісту Дмитру Гордону цей факт Ігор Кривецький прокоментував так: 
«Ви можете спитати тих, які мене називають. Ну тому що я ніколи не називаю людей – ніяк. Якщо є ім'я, я вас називаю Дмитро. А коли люди придумають і в'яжуть ярлики, ну це система радянська в той час хотіли в'язати ярлики. Ну якщо хочеться, тим ж людина проявляє себе, свій рівень свідомості».

## Сім'я
Одружений з Ольгою Філатовою, яка також записана власницею готельного комплексу «Edem Resort». Отримала відзнаку «Інвестор року-2015». Ольга Філатова працювала викладачем психології в ЛНУ ім. Івана Франка. Наразі займається громадською діяльністю, зокрема курує проєкт з побудови клініки відновлювальної медицини. Також дружина володіє найдавнішим в Східній Європі готелем «Жорж», що є перлиною Львова.
Мати — заслужений фельдшер України, 50 років пропрацювала в медпункті в Карпатах. За роки роботи прийняла понад 430 пологів без жодного смертельного випадку.
Батько — 45 років пропрацював лісником в Карпатах. Наразі є відомим борцем із незаконною вирубкою лісу.
Виховує двох дітей — сина та доньку. Живе в Києві.

## Захоплення
Гірські лижі, серфінг, гольф, кінний спорт, мистецтво.

## Громадська діяльність
Організовує та підтримує діяльність літніх таборів для дітей зі сходу України. Допомагає школам-інтернатам.
З початку АТО надає постійну волонтерську допомогу Збройним силам України. За різними оцінками, сума допомоги сягає 50 млн гривень.
Засновник та ідейний натхненник першого українського публічного парку сучасної скульптури — PARK3020, де у вільному доступі розміщено роботи відомих українських сучасних художників.
За підтримки Кривецького Ігоря Ігоровича відкрито музей відомого українського скульптора Олександра Сухоліта.
Активно підтримує розвиток різних видів спорту для дітей. Відкрив першу дитячу школу гольфу на території заходу України.